# استون، بیرمنگام

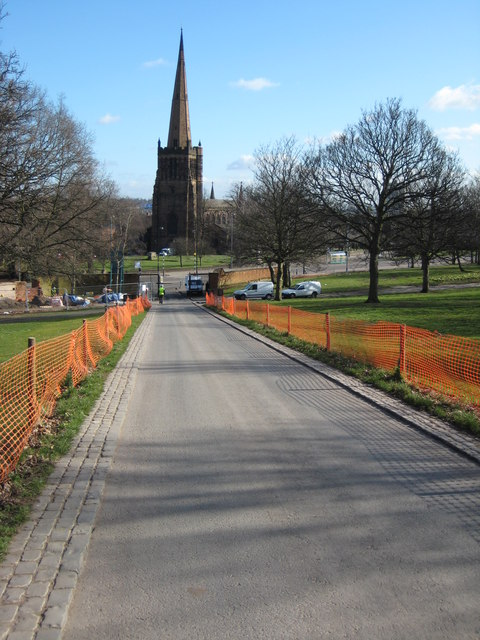
شهرک استون در بیرمنگام

استون، بیرمنگام (به انگلیسی: Aston) یک شهرک در بریتانیا است که در بیرمنگام واقع شده‌است. استون ۳۲٬۲۸۶ نفر جمعیت دارد.